# Ludovic I de Nevers
Ludovic I (n. 1272 – d. 22 iulie 1322) a fost suo jure conte de Nevers și jure uxoris conte de Rethel.
Ludovic a fost fiul contelui Robert al III-lea de Flandra cu Iolanda a II-a de Nevers. El a succedat părinților săi în poziția de conte de Nevers. În decembrie 1290, el s-a căsătorit cu contesa Ioana de Rethel, devenind astfel co-guvernator în comitatul de Rethel. Ei au avut doi copii:
- Ioana de Flandra (1295-1374)
- Ludovic I de Flandra, conte de Flandra, Nevers și Rethel

Ludovic a murit la Paris cu puțin înaintea tatălui său, astfel încât nu a succedat acestuia în Flandra.